# ナタリー・パレ
ナタリー・パレ（Natalie Paley, 1905年12月5日 – 1981年12月27日）は、フランス出身のファッションモデル、女優。

## 生涯
1905年12月5日パリに生まれた。父は、ロシアの皇帝アレクサンドル2世の第6皇子パーヴェル大公。母はオリガ・パーレイ。両親は身分の違う貴賤結婚であったため、皇帝ニコライ2世の勅許を得られずロシアを出た。ナタリーが誕生した頃は、フランスで暮らしていた。ナタリーの誕生に先立つ1904年に母オリガはバイエルン王国から、ホーエンフェルゼン伯爵夫人の称号を与えられたため、ナターリア・パヴロヴナ・ホーエンフェルゼン伯爵令嬢（Natalia Pavlovna Hohenfelsen）を名乗る。ナタリーには兄ウラジーミルと姉イリーナがいた。また、マリア大公女と、 ラスプーチン暗殺の実行犯として知られるドミトリー大公は異母兄姉にあたる。
その後、パーヴェル大公夫妻は、ロマノフ家と和解しロシアに帰国が適った。大公一家は帰国後、ツァールスコエ・セローに住み、1915年にニコライ2世からオリガと3人の子に対して改めてパーリィ公爵の称号と殿下の敬称が与えられ、ナタリーは、ナターリア・パヴロヴナ・パーリィ公爵令嬢（ロシア語: Наталья Павловна Палей, ラテン文字転写: Natalia Pavlovna Paley）を名乗ることとなる。
第一次世界大戦を経て、ロシア革命が勃発するとソビエト政権によって、父パーヴェル大公、兄ウラジーミル・パーリィが殺害された。ボリシェヴィキの手を逃れた彼女たちは、1920年フィンランド経由でフランスに亡命する。フランスに逃れたナタリーは、ナタリー・パレを名乗る。
1927年、ナタリーはルシアン・カミーユ・ルロンと結婚する。ルロンにとって、この結婚は2度目であった。ルロンは、オートクチュールを営むファッションデザイナーであり、戦争中、勲功を立てた人物であった。2人の結婚生活は1937年に終止符が打たれるが、離婚後もしばらくの間、ナタリーはルロンのクチュールでファッションモデルとして働き、ヴォーグに掲載されている。その後、映画女優に転身し、何本か映画に出演した。
1932年にジャン・コクトーと関係を持ち、コクトーの子を妊娠するが、コクトーによって中絶を余儀なくされた。
ナタリーはアメリカに移り、ここでキャサリン・ヘプバーンらアメリカ映画界のスターたちと親密な交友を持ち、生涯を通じて変わることがなかった。アメリカでのナタリーは、その美貌で人々を魅惑し映画界でまずまずの成功を収めた。その後、映画界を引退し、1937年劇場プロデューサーのジョン・チャップマン・ウィルソンと再婚した。結婚後はMainbocherの広報部で長年働いた。
1981年12月27日にニューヨークで死去。ニュージャージー州の長老派教会に埋葬された。

## 参考項目
1. ↑  Jean-Noël Liaut, "Natalie Paley: La princesse dechirée", Paris: Filipacchi, 1996 (ISBN 2-85018-295-8).